# The Climb (bài hát)
"The Climb" là một bài hát của nghệ sĩ thu âm người Mỹ Miley Cyrus nằm trong album nhạc phim của bộ phim năm 2009 mà cô thủ vai chính Hannah Montana: The Movie. Ngoài ra, bài hát còn xuất hiện như là một bản nhạc bổ sung trong những phiên bản phát hành trên thị trường quốc tế cho EP đầu tiên của Cyrus, The Time of Our Lives (2009). Nó được phát hành vào ngày 5 tháng 3 năm 2009 như là đĩa đơn đầu tiên trích từ album bởi Walt Disney Records và Hollywood Records. Bài hát được đồng viết lời bởi Jessi Alexander và Jon Mabe, trong khi phần sản xuất được đảm nhiệm bởi John Shanks, người sẽ tiếp tục hợp tác với nữ ca sĩ trong album phòng thu thứ ba của cô, Can't Be Tamed (2010). Được lựa chọn bởi đạo diễn của Hannah Montana: The Movie Peter Chelsom sau khi nhận thấy nhiều điểm tương đồng với kết cấu của câu chuyện trong bộ phim, "The Climb" là một bản country pop ballad mang nội dung đề cập đến nhận thức của một cô gái về việc cuộc sống nên được xem là "một hành trình khó khăn nhưng bổ ích". Đây cũng là bài hát đơn đầu tiên trong sự nghiệp của Cyrus được phát hành cho những đài phát thanh đồng quê.
Sau khi phát hành, "The Climb" nhận được những phản ứng tích cực từ các nhà phê bình âm nhạc, trong đó họ đánh giá cao thông điệp tích cực và chất giọng của Cyrus, cũng như quá trình sản xuất nó. Ngoài ra, bài hát còn gặt hái nhiều giải thưởng và đề cử tại những lễ trao giải lớn, bao gồm chiến thắng tại giải Điện ảnh của MTV năm 2009 cho Bài hát trong phim xuất sắc nhất và tại giải Sự lựa chọn của Giới trẻ năm 2009 cho Lựa chọn Âm nhạc: Đĩa đơn. "The Climb" cũng nhận được một đề cử giải Grammy cho Bài hát xuất sắc nhất được viết cho phim điện ảnh, truyền hình hoặc phương tiện truyền thông khác tại lễ trao giải thường niên lần thứ 53, nhưng đã bị Walt Disney Records rút lại vì cho rằng nó không được viết riêng cho bộ phim dựa theo quy tắc đủ điều kiện của hạng mục. Bài hát cũng tiếp nhận những thành công đáng kể về mặt thương mại với việc lọt vào top 10 ở nhiều quốc gia, bao gồm những thị trường lớn như Úc, Canada và Na Uy. Tại Hoa Kỳ, nó đạt vị trí thứ tư trên bảng xếp hạng Billboard Hot 100, trở thành đĩa đơn đầu tiên của Cyrus vươn đến top 5 tại đây.
Video ca nhạc cho "The Climb" được đạo diễn bởi Matthew Rolston, trong đó bao gồm những cảnh Cyrus leo lên một ngọn núi hoặc hát, xen kẽ với những hình ảnh từ Hannah Montana: The Movie. Nó đã nhận được nhiều sự so sánh với video cho bài hát năm 2001 của Britney Spears "I'm Not a Girl, Not Yet a Woman", cũng như gặt hái một đề cử tại giải thưởng Video của MuchMusic năm 2009 cho Video của nghệ sĩ quốc tế xuất sắc nhất. Để quảng bá bài hát, nữ ca sĩ đã trình diễn nó trên nhiều chương trình truyền hình và lễ trao giải lớn, bao gồm American Idol, Good Morning America, Live with Regis and Kelly, Today và The Tonight Show with Jay Leno, cũng như trong nhiều chuyến lưu diễn của cô. Kể từ khi phát hành, "The Climb" đã được hát lại và sử dụng làm nhạc mẫu bởi nhiều nghệ sĩ, trong đó nổi bật nhất là phiên bản hát lại của Joe McElderry như là bản nhạc chiến thắng của anh tại cuộc thi The X Factor mùa thứ 6, đã đạt vị trí số một ở Ireland và Vương quốc Anh. Tính đến nay, nó đã bán được hơn 5 triệu bản trên toàn cầu, trở thành một trong những đĩa đơn bán chạy nhất mọi thời đại.

## Danh sách bài hát
Đĩa CD tại châu Âu
1. "The Climb" - 3:56
2. "The Climb" (bản Stripped) - 4:05

Đĩa CD tại Vương quốc Anh
1. "The Climb" - 3:56
2. "Fly on the Wall" (David Khane phối) - 3:56

Đĩa CD maxi tại châu Âu
1. "The Climb" - 3:56
2. "The Climb" - 3:56
3. "The Climb" (Full Pop phối) - 3:51

## Xếp hạng
| Bảng xếp hạng (2009)                  | Vị trí cao nhất |
| ------------------------------------- | --------------- |
| Úc (ARIA)                             | 5               |
| Áo (Ö3 Austria Top 40)                | 30              |
| Bỉ (Ultratip Flanders)                | 11              |
| Bỉ (Ultratip Wallonia)                | 18              |
| Canada (Canadian Hot 100)             | 5               |
| Cộng hòa Séc (Rádio Top 100)          | 17              |
| Đan Mạch (Tracklisten)                | 37              |
| Pháp (SNEP)                           | 16              |
| Đức (Official German Charts)          | 41              |
| Ireland (IRMA)                        | 11              |
| Ý (FIMI)                              | 40              |
| New Zealand (Recorded Music NZ)       | 12              |
| Na Uy (VG-lista)                      | 5               |
| Slovakia (Rádio Top 100)              | 62              |
| Tây Ban Nha (PROMUSICAE)              | 46              |
| Thụy Điển (Sverigetopplistan)         | 40              |
| Thụy Sĩ (Schweizer Hitparade)         | 40              |
| Anh Quốc (OCC)                        | 11              |
| Hoa Kỳ Billboard Hot 100              | 4               |
| Hoa Kỳ Adult Contemporary (Billboard) | 1               |
| Hoa Kỳ Adult Pop Airplay (Billboard)  | 5               |
| Hoa Kỳ Hot Country Songs (Billboard)  | 25              |
| Hoa Kỳ Pop Airplay (Billboard)        | 5               |

| Bảng xếp hạng (2009)                 | Vị trí |
| ------------------------------------ | ------ |
| Australia (ARIA)                     | 16     |
| Canada (Canadian Hot 100)            | 43     |
| New Zealand (Recorded Music NZ)      | 25     |
| UK Singles (Official Charts Company) | 84     |
| US Billboard Hot 100                 | 21     |
| US Adult Contemporary (Billboard)    | 6      |
| US Adult Top 40 (Billboard)          | 30     |
| US Pop Songs (Billboard)             | 33     |
| Bảng xếp hạng (2010)                 | Vị trí |
| US Adult Contemporary (Billboard)    | 19     |

| Bảng xếp hạng (2000-09) | Vị trí |
| ----------------------- | ------ |
| Australia (ARIA)        | 84     |

## Chứng nhận
| Quốc gia                                                                           | Chứng nhận  | Số đơn vị/doanh số chứng nhận |
| ---------------------------------------------------------------------------------- | ----------- | ----------------------------- |
| Úc (ARIA)                                                                          | 2× Bạch kim | 140.000^                      |
| Canada (Music Canada)                                                              | 3× Bạch kim | 30.000^                       |
| Đan Mạch (IFPI Đan Mạch)                                                           | Vàng        | 45.000‡                       |
| New Zealand (RMNZ)                                                                 | Bạch kim    | 15.000*                       |
| Anh Quốc (BPI)                                                                     | Vàng        | 400.000‡                      |
| Hoa Kỳ (RIAA)                                                                      | 4× Bạch kim | 4,056,000                     |
| * Chứng nhận dựa theo doanh số tiêu thụ. ^ Chứng nhận dựa theo doanh số nhập hàng. |             |                               |

## Phiên bản của Joe McElderry

### Danh sách bài hát
- Tải kĩ thuật số

1. "The Climb" – 3:36

- Đĩa CD

1. "The Climb" – 3:36
2. "Somebody to Love" – 2:38
3. "Don't Let the Sun Go Down on Me" – 2:27

### Bảng xếp hạng

#### Xếp hạng tuần
| Bảng xếp hạng (2009—2010)          | Vị trí cao nhất |
| ---------------------------------- | --------------- |
| Châu Âu (European Hot 100 Singles) | 4               |
| Ireland (IRMA)                     | 1               |
| Scotland (OCC)                     | 1               |
| Anh Quốc (OCC)                     | 1               |

#### Xếp hạng cuối năm
| Bảng xếp hạng (2009)                 | Vị trí |
| ------------------------------------ | ------ |
| Ireland (IRMA)                       | 1      |
| UK Singles (Official Charts Company) | 5      |

### Xếp hạng thập niên
| Bảng xếp hạng (2000-09)              | Vị trí |
| ------------------------------------ | ------ |
| UK Singles (Official Charts Company) | 29     |

#### Chứng nhận
| Quốc gia                                                                           | Chứng nhận | Số đơn vị/doanh số chứng nhận |
| ---------------------------------------------------------------------------------- | ---------- | ----------------------------- |
| Anh Quốc (BPI)                                                                     | Bạch kim   | 810,000                       |
| * Chứng nhận dựa theo doanh số tiêu thụ. ^ Chứng nhận dựa theo doanh số nhập hàng. |            |                               |